# Лема (притока Лекми)
Ле́ма (рос. Лема) — річка в Кіровській області (Унинський район) та Удмуртії (Юкаменський район), Росія, ліва притока Лекми.
Бере початок на Красногорській височині в Кіровській області. Протікає на північ та північний схід, впадає до річки Лекма між селами Усть-Лем та Йожево Удмуртії. На річці створено ставки, має багато дрібних приток, найбільша зліва — Бутун.
Річка неширока, у верхів'ях маю ширину 8 м, в середній течії 12-15, в низов'ях 20 м. Глибина змінюється від 1,6 м у верхній, 0,8 м у середній та 1 м у нижній течіях. Швидкість 0,2 м/с. Дно вкрите водоростями, тільки в нижній течії — піщане.
На річці розташовані села:
- Унинський район — Сосново, Верхолем'я
- Юкаменський район — Деряги, Пишкет, Порово, Філімоново, Турчино, Кочуково, Кельдики, Новоєлово, Бєляново, Глазовський, Абашево, Шамардан, Лемський

Через річку збудовано 3 мости — в селах Верхолем'я і Пишкет та в гирлі.